# Muravera
Murera (sard) o Muravera (italià) és un municipi italià, dins de la província de Sardenya del Sud. L'any 2008 tenia 5.155 habitants. Es troba a la regió de Sarrabus-Gerrei. Limita amb els municipis de Castiadas, San Vito i Villaputzu.

## Administració
| Període | Identitat     | Partit        |
| ------- | ------------- | ------------- |
| 2006-   | Salvatore Piu | Llista cívica |